# Stenoria thakkola
Stenoria thakkola là một loài bọ cánh cứng trong họ Meloidae. Loài này được Schawaller miêu tả khoa học năm 1996.